# Free Bird
Free Bird er en sang af Lynyrd Skynyrd og findes på bandets debutalbum (pronounced 'lĕh-'nérd 'skin-'nérd) fra 1973. Sangen indeholder en lang og berømt guitarsolo, som er blevet nummer tre på listen "Guitar World's 100 Greatest Guitar Solos".
Sangen bliver oftest spillet som det sidste nummer til Lynyrd Skynyrds koncerter.
Der er i musikverdenen opstået en cliche, der går ud på, at publikum råber sangens titel under diverse koncerter uanset genre. Dette fænomen opstod engang da Lynyrd Skynyrd var gået af scenen uden at spille nummeret, hvorefter publikum i frustration begyndte at råbe på sangen. Dette har hængt ved lige siden, og der er mange eksempler på musikere, der er blevet lettere irriteret over disse tilråb under deres koncerter.
| Musik | Spire Denne musikartikel er en spire som bør udbygges. Du er velkommen til at hjælpe Wikipedia ved at udvide den. |